# Budun Budunov
Budun Khachabekovich Budunov - em russo, Будун Хачабекович Будунов (Kizilyurt, RSFSR; 4 de dezembro de 1975) é um ex-futebolista russo que atuou como atacante.

## Biografia
Nascido em 4 de dezembro de 1975 na cidade de Kizilyurt, na Rússia.
Ele iniciou sua carreira no futebol aos dezenove anos. Antes disso, ele estava envolvido em luta livre, judô e basquete. O primeiro clube é o time da terceira liga, Argo Kaspiysk. No ano seguinte, ele se mudou para Anzhi FC, mas nos três primeiros anos jogou principalmente na terceira liga, no segundo time. Em 2000, junto com a equipe, ele entrou na divisão principal.

## Colisão com Perkhun
Em 19 de agosto de 2001, durante o jogo contra o CSKA Moscou, Budunov colidiu cabeça-a-cabeça com o goleiro Serhiy Perkhun que também sofreu grave traumatismo craniano durante a colisão e morreu 9 dias depois de uma hemorragia cerebral.
Posteriormente, ele jogou pelas equipes da Premier League FC Moscou, FC Tom. Em março de 2006, ele se transferiu com aluguel para o Grozny Terek. Em janeiro de 2008, ele decidiu encerrar sua carreira de jogador, em maio, tornou-se vice-ministro de educação física e esportes do Daguestão e em agosto, tornou-se presidente do sindicato de futebol do Daguestão.
Em 15 de novembro de 2016, foi nomeado vice-chefe do distrito de Khasavyurt no Daguestão.
Ele atualmente trabalha como presidente da Federação de Futebol da República do Daguestão.

## Campanhas de destaque
- Taça da rússia finalista: 2001.
- Liga de Futebol Amador da Rússia Zona 1 artilheiro: 1997 (35 golos).